# Shenzhou 8
Shenzhou 8 (神舟八号) var en obemannad kinesisk rymdfärd. Farkosten sköts upp med en Chang Zheng 2F/G-raket från Jiuquans satellituppskjutningscenter i Inre Mongoliet den 31 oktober 2011. Under flygningen gjordes två dockningar med den kinesiska rymdstationen Tiangong 1. Flygningen utgjorde en del av Projekt 921 inom Kinas rymdprogram och det så kallade Shenzhouprogrammet.
Farkosten återinträdde i jordens atmosfär och landade i Inre Mongoliet den 17 november 2011.